# Sphaerocera simia
Sphaerocera simia är en tvåvingeart som beskrevs av Seguy 1933. Sphaerocera simia ingår i släktet Sphaerocera och familjen hoppflugor. Inga underarter finns listade i Catalogue of Life.